# In Nomine Satanas (Besatt)
In Nomine Satanas – pierwszy album polskiego zespołu black metalowego Besatt. Wydany w 1997 roku.

## Lista utworów
Opracowano na podstawie materiału źródłowego.
1. "Intro" – 1:48
2. "Taste of Nightly Prayers" – 4:40
3. "Time of the Wolf" – 6:41
4. "My Religion" – 4:06
5. "The Devils Baptism" – 5:24
6. "Deadly Psalm" – 4:36
7. "Night Voice" – 2:33
8. "Chalice of Truth" – 6:10

## Twórcy
Opracowano na podstawie materiału źródłowego.
- Beldaroh - gitara basowa
- Weronis - gitara elektryczna
- Fulmineus - śpiew, perkusja
- Creon - gitara elektryczna